# Metopininae
Metopininae  (лат.) — подсемейство мух-горбаток.

## Описание
Крылья обычно хорошо развиты. Редко редуцированы, а у самок некоторых видов они отсутствуют. 

## Образ жизни
Характер питания личинок разнообразен. Они могут быть паразитами муравьев, термитов, пчел и других общественных насекомых, хищниками и паразиты в яйцевых коконах пауков. Некоторые вызывают миазы у млекопитающих. Могут развиваться в яйцах амфибий в трупах членистоногих и моллюсков. Личинки некоторых видов которые питаются муравьями, обезглавливают своих хозяев, высвобождая фермент, растворяющий хитин между головой и остальным телом. В гнёздах чёрного муравья-древоточца (Camponotus vagus) обнаружены Microselia rossica и Menozziola tanaitica.

## Классификация
В составе подсемейства выделяют две трибы
- триба: Beckerinini
  - Beckerina Malloch 1910
- триба: Metopinini
  - Acanthophorides
  - Acontistoptera Brues, 1902
  - Apocephalus Coquillett, 1901
  - Auxanommatidia Borgmeier, 1924
  - Bactropalpus Borgmeier, 1963
  - Cataclinusa Schmitz, 1927
  - Chonocephalus Wandolleck, 1898
  - Commoptera Brues, 1901
  - Cremersia Schmitz, 1924
  - Dacnophora Borgmeier, 1961
  - Diocophora Borgmeier, 1959
  - Ecitomyia Brues, 1901
  - Ecitoptera Borgmeier & Schmitz, 1923
  - Gymnophora Macquart, 1835
  - Kerophora Brown, 1988
  - Lecanocerus Borgmeier, 1962
  - Megaselia Rondani, 1856
  - Melaloncha Ramirez 1984
  - Menozziola Schmitz, 1927
  - Metopina Macquart, 1835
  - Microselia Schmitz, 1934
  - Myrmosicarius Borgmeier, 1928
  - Neodohrniphora Malloch, 1914
  - Pericyclocera Schmitz, 1927
  - Phalacrotophora Enderlein, 1912
  - Phymatopterella Brues, 1933
  - Physoptera Borgmeier, 1958
  - Pseudacteon Borgmeier, 1962
  - Puliciphora Dahl, 1897
  - Rhyncophoromyia Malloch, 1923
  - Stenophorina Borgmeier, 1963
  - Styletta Borgmeier, 1960
  - Syneura Brues, 1903
  - Trophithauma Schmitz, 1925
  - Trophodeinus Borgmeier, 1960
  - Woodiphora Schmitz, 1927
  - Xanionotum Brues, 1902
  - Zyziphora Peterson & Robinson, 1976